# HD 15588
HD 15588，又名CD-23 942，SAO 167832、HR 730，是一颗恒星，视星等为6.77，位于銀經207.1，銀緯-67.27，其B1900.0坐标为赤經2h 25m 21.3s，赤緯-23° -67.27′ 42″。